# Brian Bevan
Brian Eyrl Bevan (Bondi, Australia el 24 de junio de 1924 - † en Southport, Inglaterra el 3 de junio de 1991) Fue un legendario jugador de Rugby League quien anotó un récord de 796 tries para el club de Warrington. Su apariencia ocultaba su grandeza ya que no tenía el aspecto de un jugador de rugby. Era un frágil y demacrado joven que se presentó a una prueba en Warrington en 1945 y del cual no se esperaba que permaneciese durante 16 años en el club.

## Suburbios de Sídney
Brian Bevan comenzó su carrera jugando para los Sydney Roosters en los suburbios de la ciudad, en 1942. Participó en 8 juegos e irónicamente no anotó ningún try.

## Warrington
Al comenzar la Segunda Guerra Mundial, Brian Bevan se alistó en la armada. En 1946 se presentó con una carta de recomendación de Bill Shankland quien jugara en el equipo de Eastern Suburbs y solicitó una prueba con el equipo de Leeds, pero el club le ofreció un contrato parcial debido a su aspecto. Shankland también recomendó a Bevans intentar con Hunslet en caso de que Leeds no lo contratara, pero también fue rechazado. Decidió entonces probar suerte con Warrington. En Warrington decidieron darle una oportunidad en el Equipo 'A' en noviembre de 1946 y anotó un try. El club quedó muy impresionado con esta primera actuación y decidieron probarlo en el equipo principal una semana más tarde. El club lo contrató finalmente en forma permanente con una base de £300.
En 1946-47, su primera temporada, anotó 48 tries para el club, 14 más que cualquier otro jugador de la liga. En cuatro años en el club sobrepasó el récord de 215 tries anotados por Jack Fish en trece temporadas. En cinco ocasiones Brian Bevan fue el máximo anotador de la liga inglesa. Su mejor temporada fue en 1952-53 cuando anotó un total de 72 tries. Solo Albert Rosenfeld anotó más tries en una sola temporada en Inglaterra. En los dieciséis años que permaneció en Warrington ganó dos veces la «Challenge Cup», tres veces el campeonato «RL Championships», la copa «Lancashire Cup» y seis títulos de liga de Lancashire. Jugó su último partido para Warrington el lunes de pascua de 1962. Luego jugó para Blackpool Borough entre 1962 y 64.
En total anotó 796 tries en su carrera en Inglaterra, lo cual es un récord mundial de tries para un jugador de rugby, 740 de los cuales fueron en Warrington, en 620 apariciones. El 'wing wizard' como se lo denominaba, falleció en Southport, Lancashire, Inglaterra en 1991, a la edad de 66 años. Miles de personas asistieron al homenaje que un mes después de su muerte se realizó en el estadio de Wilderspool, en ese momento sede del equipo de Warrington.

## Reconocimiento
En 1988 Brian Bevan fue introducido al salón de la fama de la liga de Rugby Británica. En septiembre de 2005 también fue introducido al salón de la fama de la liga de Australia. En las cercanías del antiguo estadio de Warrington se erigió una estatua de Bevan la cual fue trasladada al nuevo estadio en 2004.